# غوس موفات
غوس موفات (بالإنجليزية: Gus Moffat) (7 أكتوبر 1945 في المملكة المتحدة - 11 فبراير 2015 في كندا) هو مدرب كرة قدم ولاعب كرة قدم بريطاني في مركز جناح ‏. لعب مع نادي دمبرتون ونادي ساوثهامبتون ونادي فالكيرك ونادي ماذرويل وديترويت إكسبرس ‏ وواشنطن ديبلومتس وتورونتو بليزارد وDetroit Express (1981–1983) ‏ وديترويت كوجرز.